# کوراته، فوکوئوکا
کوراته، فوکوئوکا (به لاتین: Kurate, Fukuoka) یک منطقهٔ مسکونی در ژاپن است که در استان فوکوئوکا واقع شده‌است. کوراته  ۱۵٬۸۲۵ نفر جمعیت دارد.